# 140×875
『140×875』（ひゃくよんじゅうかけるはなこ）は、2023年4月5日から2023年9月27日までテレビ朝日の『バラバラ大作戦』（火曜第1部）で放送されていたバラエティ番組。ハナコの冠番組。2023年10月4日からは『妄想ハナコ』に改題して2024年3月27日まで同枠で放送されていた。

## 概要
ハナコがコントやロケなどをTwitterの文字制限である140字で表現する番組。
『お願い!ランキング presents そだてれび』を勝ち抜いた企画である。

## 出演者
- ハナコ（菊田竜大・秋山寛貴・岡部大）

## スタッフ
- ロケ技術：柴田哲志
- 美術進行：清水基恵、田島えりか
- 編集：中村哲夫
- MA：兼清和寛
- 編集協力：TSP
- 音効：上島光央
- TK：高橋由佳
- 編成：宇喜多宏美・大塚脩平（共にテレビ朝日）
- 宣伝：栗坂美祐・石田京子（共にテレビ朝日）
- デスク：北谷みづき
- 制作協力：テレビ朝日映像
- 構成：谷口マサヒト、桜井智宏、中澤勇研
- 制作スタッフ：工藤涼也、茂木悠里、西巻史奈
- ディレクター：斎藤龍佑、生越直紀、田中万莉子（テレビ朝日）、木村亮太朗
- 演出：澤田晋（テレビ朝日）
- アシスタントプロデューサー：奥秋桃子、早坂千歩
- プロデューサー：川添浩平（テレビ朝日）、村松秀昭（テレビ朝日映像）
- ゼネラルプロデューサー：鈴木忠親（テレビ朝日）
- 制作：テレビ朝日ソリューション本部コンテンツ編成局第2制作部
- 制作著作：テレビ朝日

### 過去のスタッフ
- ディレクター：岩本秀平
- プロデューサー：野中和哉（テレビ朝日映像）
- ゼネラルプロデューサー：本部純（テレビ朝日）